# Interstate 29
Interstate 29 – autostrada międzystanowa w USA. Prowadzi z miejscowości Kansas City w stanie Missouri na północ do miasta Pembina w Dakocie Północnej. Autostrada kończy się na granicy z Kanadą.
Autostrada przebiega przez stany:
- Missouri
- Iowa
- Dakota Południowa
- Dakota Północna